# 大滝則忠
大滝 則忠（おおたき のりただ、1944年9月27日 - ）は、日本の図書館員。第15代国立国会図書館長（2012年-2016年）。元東京農業大学教授。専門はアメリカ図書館史。
公益社団法人米沢有為会会長。2016年11月瑞宝重光章を受章。

## 経歴
山形県東置賜郡川西町玉庭御伊勢町に生まれる。川西町立玉庭小学校、川西町立玉庭中学校、山形県立米沢興譲館高等学校を経て、1964年、東京教育大学文学部社会科学科法律政治学専攻卒業。
1968年、国立国会図書館に入職。2001年、同館総務部長、2003年、同館副館長。2004年、同館を定年退職。2006年、東京農業大学教授に就任（2012年退職）。2011年、日本図書館協会理事（2012年退任）、2012年4月～2016年3月に国立国会図書館館長。2017年、米沢有為会会長に就任。

## 著作

### 論文
- CiNii>大滝則忠